# ФК Слога Добој
ФК Слога је фудбалски клуб из Добоја, Република Српска, БиХ, који се такмичи у Премијер лиги Босне и Херцеговине. Клуб спонзорише Меридианбет.

## Успјеси
- Прва лига Републике Српске
  - Освајач (1): 2021/22.

- Друга лига Републике Српске - Запад
  - Освајач (2): 2002/03, 2015/16.

- Куп Републике Српске
  - Финалиста (3): 1993/94, 2004/05, 2023/24.
  - Полуфиналиста (1): 2020/21

## Историја
Клуб је основан 19. јулa 1945. године. Утакмице игра на стадиону Луке у Добоју, капацитета 3000 места.
Клупске боје су црвена и бијела.

## Тренутни састав
| Бр. |                     | Позиција | Играч                           |
| --- | ------------------- | -------- | ------------------------------- |
| 12  | Босна и Херцеговина | Г        | Јупић Мирано                    |
| 5   | Босна и Херцеговина | О        | Николић Желимир                 |
| 2   | Босна и Херцеговина | О        | Јанковић Александар             |
| 25  | Босна и Херцеговина | О        | Ристић Душан (заменик капитена) |
| 4   | Босна и Херцеговина | О        | Цвијановић Игор                 |
| 10  | Босна и Херцеговина | С        | Ђурановић Срђан                 |
| 7   | Босна и Херцеговина | С        | Миљић Данијел                   |
|     | Босна и Херцеговина | С        | Буљубашић Енвер                 |
| 21  | Босна и Херцеговина | Н        | Аличић Амар                     |
| 20  | Босна и Херцеговина | Н        | Хозић Нусрет                    |
| 9   | Босна и Херцеговина | Н        | Илић Стефан                     |

| Бр. |                     | Позиција | Играч                 |
| --- | ------------------- | -------- | --------------------- |
| 13  | Босна и Херцеговина | О        | Божић Игор            |
| 14  | Босна и Херцеговина | С        | Илић Никола           |
| 15  | Босна и Херцеговина | С        | Цетић Александар      |
| 17  | Босна и Херцеговина | С        | Савић Никола          |
| 18  | Босна и Херцеговина | О        | Китић Дејан           |
| 22  | Босна и Херцеговина | С        | Граховац Михајло      |
| 1   | Босна и Херцеговина | Г        | Божичковић Александар |
| 5   | Босна и Херцеговина | О        | Николић Желимир       |

## Бивши играчи
- Фахрудин Омеровић
- Нихад Налбантић
- Винко Шувак
- Радивоје „Раде” Васиљевић
- Сребренко Репчић
- Славко Милановић
- Слободан Диамант
- Сакиб Хаџић
- Јасмин Џеко
- Милан Марић
- Димитрије Тадић
- Мурсел Шерифовић
- Слободан Катанић
- Вукашин Вишњевац
- Златко Кључевић
- Мухамед Ћеримагић
- Родољуб Петковић
- Јосип Прањић
- Омер Јусић
- Берин Туркић
- Душко Мишић
- Сулејман Халиловић
- Горан Гавриловић
- Ратко Николић
- Александар Ђурић
- Асим Хрњић
- Јозо Ленарт
- Фуад Грбешић
- Жељко Ачкар
- Есад Ђулбић
- Борислав Крајина
- Фуад Бећаревић
- Јован Геца
- Неџад Хасанбеговић
- Драган Воћкић
- Славиша Ђукановић
- Борислав Лукић
- Златан Ковачевић
- Слободан Радовановић
- Владимир Шувак
- Зоран Нарић
- Весељко Ерцег
- Дејан Пешић
- Зоран Петровић
- Енис Калабић
- Јефто Попадић
- Жарко Васиљевић
- Сејад Халиловић
- Златко Ђорић
- Мирослав Рикановић
- Јохан Олива
- Самил Арифовић
- Мијо Миличевић
- Иван Гирарди
- Александар Петровић
- Ново Панић
- Дарко Лукичић
- Суљо Бећаревић
- Дражен Васиљевић
- Фадил Скопљак
- Анто Бајић
- Исмет Хаџиђулбић
- Здравко Контић
- Сејфудин Салиховић
- Фикрет Аличић
- Мирослав Кршић
- Петар "Перо" Васиљевић
- Слободан Прањић
- Радислав Марковић
- Игор Гаврић
- Есад Дугалић
- Златко Рауковић
- Властимир Јовановић
- Ивица Сучић
- Синиша Јовановић
- Драган Бјелановић
- Ратко Дујковић
- Јован „Јово” Сикима
- Душко Бећаревић
- Бранко Пољашевић
- Горан Сарић
- Саша Васиљевић
- Мустафа Хоџић
- Драган Јовић
- Дарко Рекановић
- Богдан Угрица
- Сретко Ђурић
- Ферид Салиховић
- Стојан Јаћимовић
- Ахмет Зејнилагић
- Саво Јањус
- Зденко Педић
- Кемал Џакић
- Велибор Тодоровић
- Ненад Бероња
- Драган Савић
- Божо Јовановић
- Дајан Миливојевић
- Зоран Ковачевић
- Кемал Шљока
- Есад Мухаремовић
- Драган Галамић
- Владимир Симић
- Душко Копић
- Пејо Крњић
- Драго Филиповић
- Асим Сарачевић
- Винко Худолин
- Анто Зубак
- Слободан Марковић
- Решад Ханџић
- Драган Прањић
- Ибрахим Фехрић
- Владимир "Владо" Комљеновић
- Рефик Мухаремовић
- Стипе Дувњак
- Абдулах Ибраковић
- Фрањо Крајина
- Несиб Рамаш
- Милан Марић
- Нермин Чавалић
- Ранко Лазић
- Дубравко Прстојевић
- Фадил Ковачевић
- Мехмед Мујкановић
- Стјепан Прањић
- Ибрахим Црнкић
- Драган Гаврић
- Момчило Влајковић
- Огњен Жигић
- Мирослав Пандуревић
- Адмир Омерчић
- Слободан Гајин
- Недељко Микић
- Арнес Ханџић
- Далибор Стефановић
- Горан Гаврић
- Нинослав Валента
- Златко Станковић
- Слободан Паравац
- Младен Суботић
- Емир Хаџиђулбић
- Небојша Пејић
- Милош Дујковић
- Никола Микелини
- Милош Мутавџић
- Илија Радић
- Душко Старчевић
- Ведран Софић
- Зоран Радан
- Младен Старчевић
- Аднан Пашић
- Ђорђе Никић
- Енес Даутефендић
- Бранко Алексић
- Златан Крекић
- Фахрудин Ваљевац
- Младен Жигић
- Ариф Селић
- Петар Шафарик
- Милан Тадић
- Златан Софрић
- Изудин Дубравац
- Данијел Вуковић
- Ибрахим Мујић
- Миралем Налић
- Драго Келечевић
- Золи Валтнер
- Младен Веселиновић
- Саво Михајловић
- Владимир Радојчић
- Александар Ђурановић
- Синиша Поповић
- Дејан Плиснић
- Зоран Ћургуз
- Борислав Попов
- Дарјан Тодоровић
- Јован Зубац
- Владимир Мићевић
- Саша Ђуричић
- Горан Кушљић
- Србољуб Николић
- Немања Арсић
- Звонко Млинар
- Давор Трипић
- Мидхат Смајлагић
- Гвозден Зелинчевић
- Роберт Милош
- Џевад Зејнилагић
- Темин Хусаркић
- Вахид Делић
- Амир Бећаревић
- Златан "Златко" Абдуловић
- Вахид Мујкић
- Хасан Салкић
- Борислав Видони
- Иван Пинушић
- Милан "Мишо" Миладиновић
- Тарик Буљубашић
- Младен Тодоровић
- Салко Хаџиселимовић
- Горан Вуковић
- Љубиша Тодоровић
- Вахид Мујагић
- Звонко Федетов
- Дарио Нарић
- Мирослав Савић
- Далибор Микелини
- Данијел Симаковић
- Бојан Максимовић
- Аднан Пашић
- Денијел Савић
- Мирослав Матић
- Бекир Кравић
- Владимир Петровић
- Томислав Бајуновић
- Златан Даутбеговић
- Алдин Имамовић
- Бранислав Недаковић
- Драган Миклаушевић
- Немања Кокановић
- Јасмин Богдановић
- Душан Ремић
- Зоран Крајина
- Ибрахим Добојак
- Елмедин Хоџић
- Срђан Добрић
- Селмир Махмутовић
- Борис Милановић
- Армин Конђели
- Славко Шљивић
- Дарио Гвозденац
- Миленко Јокић
- Ризах Софтић
- Илија Продановић
- Милан Кнежевић
- Станислав "Станко" Мишковић
- Дадо Лукић
- Симо Кузмановић
- Захид Налић
- Ристо Дујковић
- Неџад Крџалић
- Бојан Ђорђић
- Срето Марјановић
- Жељко Марић
- Нермин Шашиваревић
- Џенан Корајлић
- Војислав Родић
- Дарко Аранђеловић
- Стеван Мићић
- Немања Рашић
- Јасмин Приганица
- Госто Лукић Марковић
- Аднан Муратбашић
- Роберт Видовић
- Армин Рамић
- Мирза Селимовић
- Предраг Долић
- Жељко Савић
- Ненад Долић
- Емир Мулалић
- Ведран Гачић
- Небојша Ђекановић
- Данијел Станковић
- Исмет Хаџиахметовић
- Милорад Лукић
- Дадо Панић
- Ади-Амар Фочић
- Ђорђе Марић
- Зоран Вуковић
- Никола Трогрлић
- Жељко Крешић
- Армин Мујчић
- Јово Лукић
- Елдин Машић
- Жељко Радовановић
- Алмедин Мркоњић
- Златан Налић
- Горан Квржић
- Салих Софтић
- Зоран Милошевић
- Дарко Божичковић
- Рудо Јирал
- Александар Јовановић
- Саша Благојевић
- Резалија Махмутовић
- Милан Стојчиновић
- Ермин Вехабовић
- Дарио Гвозденац
- Фарук Бешић
- Ненад Жигић
- Стојан Јанковић
- Едвард Асеведо Круз
- Семин Скулић
- Нико Которанин
- Милорад Савичић
- Александар Кршић
- Бојан Стојановић
- Владан Кујунџић
- Слободан Васиљевић
- Маријо Алаџић
- Самир Хаџимаховић
- Драгомир Продановић
- Бранислав Мићановић
- Александар Штерлеман
- Миломир Киперовић
- Александар Симеуновић
- Борис Стевановић
- Михајло Премасунац
- Немања Михајловић
- Драган Шимуновић
- Милан Милановић
- Бесим Клепић
- Саша Перић
- Лука Куленовић
- Игор Марковић
- Срђан Ђурановић
- Тино Дивковић
- Обрад Старчевић
- Бојан Марковић
- Лука Пешић
- Шемсо Спахић
- Стефан Милкановић
- Недо Панић
- Мато Баотић
- Миле Ковачевић
- Амир Јаковац
- Срђан Витковић
- Немања Марковић
- Данило Ђулчић
- Сеад Галијашевић
- Заим Хозић
- Марсел Маце
- Дражен Ралић
- Елвир Трако
- Стефан Васиљевић
- Лео Јанковић
- Мирослав Милетић
- Душан Јотановић
- Александар Јаћимовић
- Иван Ђорић
- Остоја Шаула
- Михајло Дабић
- Сеад Кадић
- Миле Јеринић
- Душан Ристић
- Реуф Туркић
- Абдулах Исић
- Дејан Попара
- Александар Милаковић
- Енвер Буљубашић
- Угљеша Стевановић
- Стефан Савић
- Димитрије Зајић
- Марко Голубовић
- Дејан Гаврић
- Марио Крстовски
- Карло Стапић
- Дејан Видић
- Милош Николић
- Елдин Хасанбеговић
- Марко Кујунџић
- Денис Зеленковић
- Стефан Божић
- Франко Дадић
- Џоел Мухамед Хенри Гоухан
- Никола Попара
- Марко Миленковић
- Давид Чолић
- Павел Баранов
- Борис Аљетић
- Самир Сафур
- Желимир Николић
- Милан Мартић
- Тони Јовић
- Недим Мекић
- Филип Ерић
- Харис Овчина
- Зоран Караћ
- Марко Брновић
- Немања Шћекић
- Ален Дејановић
- Срето Ђукић
- Адонис Билал
- Бојан Чебић
- Симон Мршић
- Марко Лукић
- Бењамин Татар
- Осмо Нухановић
- Стефан Илић
- Александар Јанковић
- Данило Шиповац
- Борис Андрић
- Амир Ахмић
- Хамза Љуковац
- Зерин Галијашевић
- Милан Басрак
- Саша Убипариповић
- Душан Комљеновић
- Бојан Павловић
- Срђан Грабеж
- Милош Врањанин
- Илија Шимић
- Дино Хасановић
- Влатко Вуковић
- Урош Стаменковић
- Амар Тахрић
- Мирослав Лукановић
- Дарјан Грбић
- Слободан Кувеља
- Ајдин Реџић
- Бојан Батар
- Василије Перковић
- Томас Дадић
- Немања Томашевић
- Синиша Ђурић
- Борис Росуљаш
- Дејан Церовац
- Мирано Јупић
- Радо Радић
- Асмир Хаџикадунић
- Дарјан Матовић
- Огњен Пљеваљчић
- Милан Тодић
- Ненад Ђукић
- Горан Трифковић
- Демир Пецо
- Бакир Брајловић
- Матијас Ћосић
- Харун Јупић
- Горан Лукић
- Момчило Мркаић
- Радослав Ристић
- Невен Тодоровић
- Амир Хаџимујић
- Небојша Кузмић
- Дино Диздаревић
- Игор Петровић
- Слободан Гостић
- Тарик Јашаревић
- Давид Кнежевић
- Ричмонд Боаћи
- Дејан Милићевић
- Зоран Лазић
- Касим Осмић
- Слађан Стјепановић
- Драган Филиповић
- Јосип Квесић
- Игор Цвијановић
- Нусрет Хозић
- Вукослав Јовановић
- Никола Дујаковић
- Горан Шујић
- Арнес Јунузовић
- Борис Варга
- Драган Тодић
- Горан Ивковић
- Сташа Баштић
- Дамир Садиковић
- Славиша Ђедовић
- Марко Дракул
- Никола Мармат
- Далибор Панић
- Синиша Дујаковић
- Кристијан Ивешић
- Слободан Ђекић
- Дарко Савић
- Харис Џаферовић
- Недим Оглечевац
- Дарио Стевановић
- Марко Ћосић
- Раде Џомбић
- Албин Омић
- Лука Божичковић
- Стефан Милосављевић
- Драгомир Тадић
- Немања Којић
- Федор Предраговић
- Предраг Трифковић
- Немања Ђокић
- Садин Ханџић
- Андреј Боснић
- Ђорђе Милојевић
- Данијел Миљић
- Марио Паравац
- Срђан Мрзић
- Вања Кнежевић
- Давид Хрубик
- Никола Бутиган
- Светислав Игњић
- Иван Мартиновић
- Синиша Саркић
- Доналд Молс
- Александар Цетић
- Небојша Јовановић
- Милан Лалић
- Аднан Бербић
- Иван Мршић
- Сергеј Винтоњи
- Миња Татић
- Амар Аличић
- Драган Стјепановић
- Михајло Граховац
- Сулејман Халиловић
- Армандо Бобај
- Тони Ливанчић
- Дарко Баић
- Стефан Јањић
- Хасан Бегић
- Љубиша Саркић
- Никола Плавшић
- Ајдин Жилић
- Даниел Јовичић
- Стефан Ристић
- Фарис Мујкић
- Владан Томић
- Давор Перић
- Сејад Имамовић
- Бојан Накић
- Немања Михајловић
- Армин Субашић
- Милорад Џабић
- Дамјан Јозић
- Огњен Шешлак
- Иља Гучмазов
- Славен Мишурић
- Дејан Делић
- Лука Гашић
- Есмир Спречо
- Дејан Јаћимовић
- Самир Софтић
- Лука Међугорац
- Зоран Дујковић
- Немања Брајовић
- Десимир Илић
- Милош Гарић
- Менсур Суљић
- Сергеј Тодић
- Армин Хаџић
- Зоран Миљић
- Недим Грахић
- Игор Божић
- Лазар Ђурђић
- Есмир Хамидовић